# Man Cave

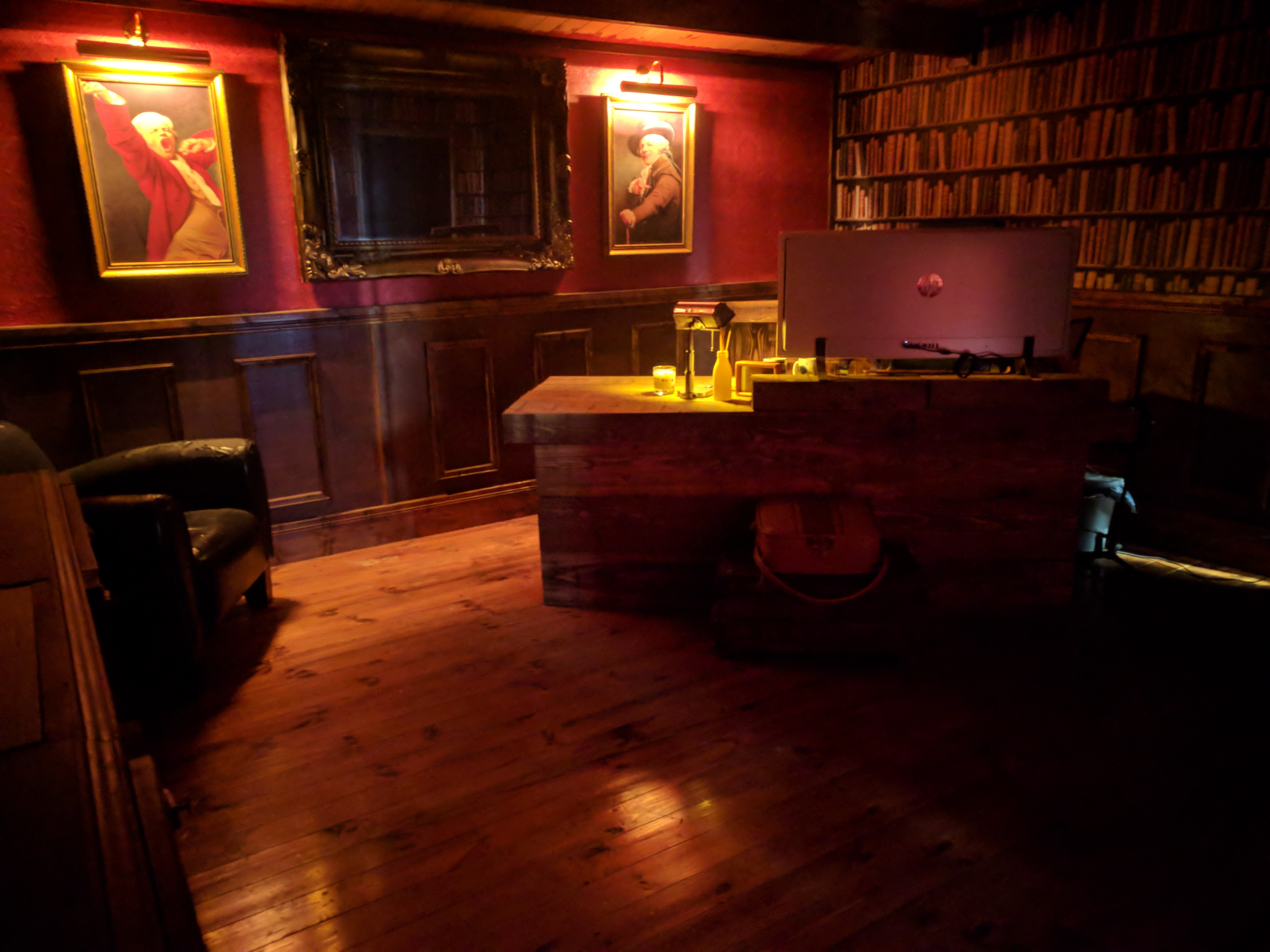
Ein als Heimbüro dienender Männerraum

Ein Man Cave (engl. „Männerhöhle“) oder auch Mantuary (Kofferwort aus engl. man und sanctuary, also „Männer-Zufluchtsort“) ist eine männliche Sphäre in einer Privatwohnung, einer Garage, einem Nebenzimmer, Medienraum, einer Junggesellenbude, Keller oder Werkstatt.

## Zweck

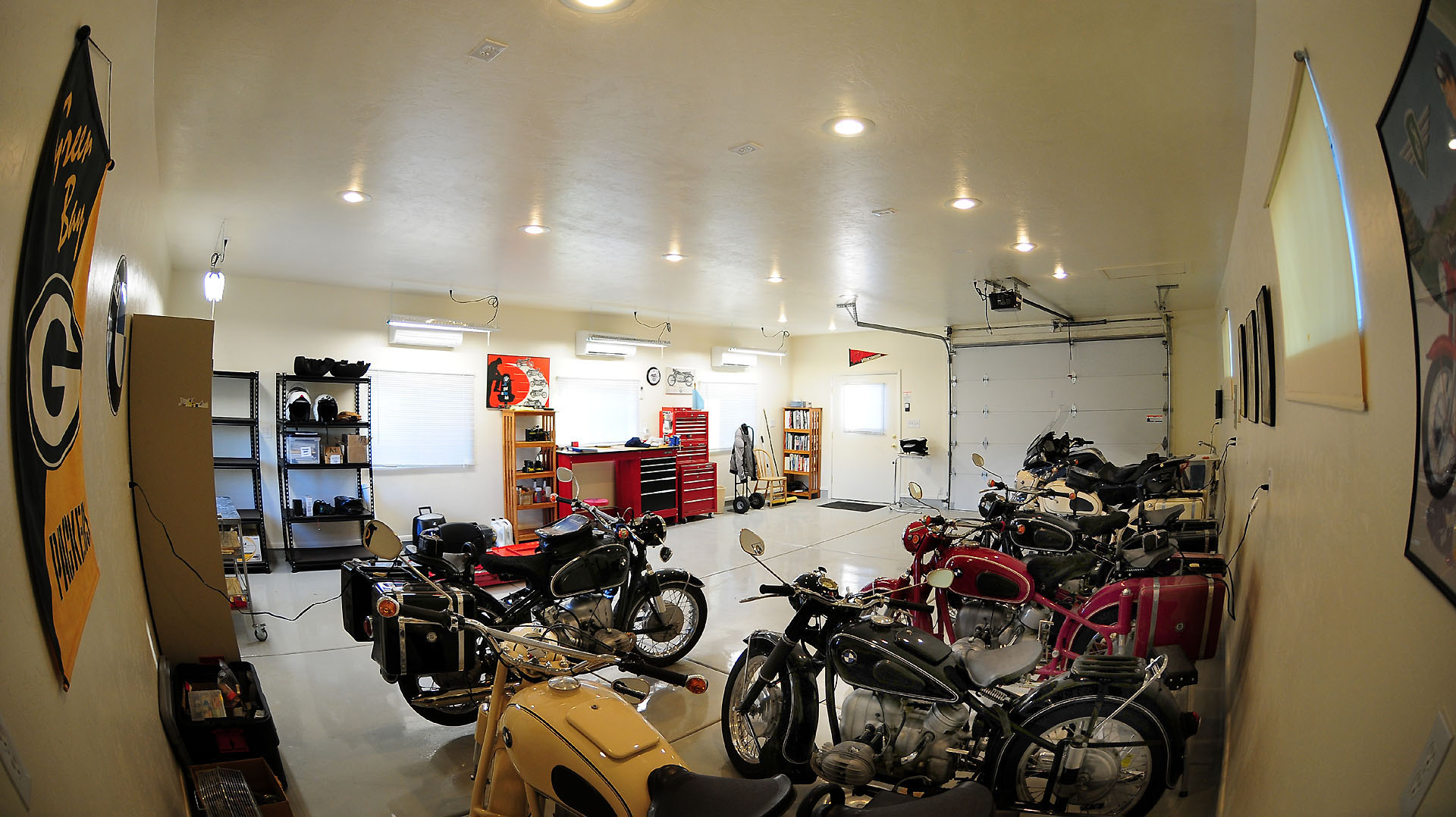
Mancave eines Motorradfans

Man Caves haben verschiedene Zwecke: Rückzugsraum, Hobbyräume, Treffpunkt mit männlichen Freunden. Sport zu betreiben oder zu verfolgen.
Der Begriff Man Cave oder Männerhöhle ist im deutschen Sprachraum nur als Lehnwort aus amerikanischen Berichten bekannt. Im Deutschen wird der Aspekt der Junggesellenbude betont, dem Wohnraum eines männlichen Unverheirateten oder Singles. Der englische Begriff bezieht Rückzugsräume von verheirateten Männern ausdrücklich ein.

## Verwendung in der Populärkultur
Eine Reihe von Räumen in Filmen und Fernsehserien werden als typische Man Caves apostrophiert.
- Al Bundys Klo in Eine schrecklich nette Familie
- Jerry Seinfelds Zimmer in der Serie Seinfeld
- Chandler & Joeys Zimmer in Friends
- Tim Taylor’s Garage in der Sitcom Home Improvement
- Bada Bing Raum in The Sopranos
- Der Bandraum der fabelhaften Baker Boys im gleichnamigen Film
- Die Garage von Douglas Heffernan in der Serie King of Queens

## Bücher
- Sam Martin: Manspace: A Primal Guide to Marking Your Territory. Taunton Press, Newtown 2006, ISBN 1-56158-820-2.